# Get Lucky (bài hát của Daft Punk)
"Get Lucky" là một bài hát của bộ đôi nhà sản xuất người Pháp Daft Punk hợp tác với nghệ sĩ thu âm người Mỹ Pharrell Williams nằm trong album phòng thu thứ tư của họ, Random Access Memories (2013). Nó được phát hành vào ngày 19 tháng 4 năm 2013 như là đĩa đơn đầu tiên trích từ album bởi nhãn hiệu riêng của nhóm Daft Life và Columbia Records. Bài hát được viết lời và sản xuất bởi hai thành viên của Daft Punk (Thomas Bangalter và Guy-Manuel de Homem-Christo), bên cạnh sự tham gia đồng viết lời từ Williams và Nile Rodgers. Trước khi được phát hành làm đĩa đơn, "Get Lucky" đã xuất hiện liên tục trong những đoạn quảng cáo được phát trong một tập của Saturday Night Live, trước khi Rodgers và Williams tuyên bố về việc tham gia vào bài hát. Đây là một bản disco và funk mang nội dung đề cập đến cảm giác may mắn của một người đàn ông trong tình yêu với một người phụ nữ, cũng như những kết nối trong tình cảm giữa hai người. Ngoài "Get Lucky", cả hai nghệ sĩ cũng tiếp tục hợp tác trong đĩa đơn tiếp theo từ album, "Lose Yourself to Dance".
Sau khi phát hành, "Get Lucky" nhận được những phản ứng tích cực từ các nhà phê bình âm nhạc, trong đó họ đánh giá cao vai trò của Williams và Rodgers, giai điệu hấp dẫn cũng như quá trình sản xuất nó, đồng thời gọi đây là tác phẩm xuất sắc nhất của Daft Punk trong nhiều năm. Ngoài ra, bài hát còn gặt hái nhiều giải thưởng và đề cử tại những lễ trao giải lớn, bao gồm hai đề cử giải Grammy cho Thu âm của năm và Trình diễn song tấu hoặc nhóm nhạc pop xuất sắc nhất tại lễ trao giải thường niên lần thứ 56, và chiến thắng tất cả. "Get Lucky" cũng tiếp nhận những thành công ngoài sức tưởng tượng về mặt thương mại với việc đứng đầu các bảng xếp hạng ở hơn 30 quốc gia, như Úc, Áo, Bỉ, Đan Mạch, Pháp, Ireland, Ý, Tây Ban Nha, Thụy Sĩ và Vương quốc Anh, đồng thời lọt vào top 10 ở tất cả những quốc gia nó xuất hiện, bao gồm vươn đến top 5 ở những thị trường lớn như Canada, Phần Lan, Hà Lan, New Zealand, Na Uy và Thụy Điển. Tại Hoa Kỳ, nó đạt vị trí thứ hai trên bảng xếp hạng Billboard Hot 100 trong năm tuần, trở thành đĩa đơn đầu tiên của Daft Punk và thứ tư của Williams vươn đến top 5 tại đây.
Video ca nhạc cho "Get Lucky" được đạo diễn bởi Warren Fu, trong đó bao gồm những cảnh Daft Punk, Williams và Rodgers hát và chơi nhạc cụ trong một căn phòng khi đang được xoay vòng liên tục với những bộ trang phục lấp lánh. Để quảng bá bài hát, hai nghệ sĩ đã trình diễn nó cùng nhau hoặc riêng biệt trên nhiều chương trình truyền hình và lễ trao giải lớn, bao gồm giải Grammy lần thứ 56 với sự tham gia đặc biệt từ Stevie Wonder, cũng như trong nhiều chuyến lưu diễn của họ. Kể từ khi phát hành, "Get Lucky" đã được hát lại và sử dụng làm nhạc mẫu bởi nhiều nghệ sĩ, như "Weird Al" Yankovic, Fall Out Boy, Pentatonix, Skylar Grey Naughty Boy, Joe McElderry, Halestorm và ban nhạc của Rodgers Chic, cũng như xuất hiện trong nhiều tác phẩm điện ảnh và truyền hình, bao gồm Ballers, Boyhood, Castle, Coronation Street, The Inbetweeners 2, New Girl và The Simpsons. Tính đến nay, nó đã bán được hơn 12 triệu bản trên toàn cầu, trở thành đĩa đơn bán chạy thứ sáu của năm 2013 cũng như là một trong những đĩa đơn bán chạy nhất mọi thời đại.

## Danh sách bài hát
| Tải kĩ thuật số 1. "Get Lucky" (radio chỉnh sửa) (hợp tác với Pharrell Williams) – 4:07 Đĩa CD 1. "Get Lucky" (bản album) (hợp tác với Pharrell Williams) – 6:08 2. "Get Lucky" (radio chỉnh sửa) (hợp tác với Pharrell Williams) – 4:07 | Tải kĩ thuật số – phối lại 1. "Get Lucky" (Daft Punk phối lại) (hợp tác với Pharrell Williams) – 10:33 Đĩa 12" - A. "Get Lucky" (Daft Punk phối lại) (hợp tác với Pharrell Williams) – 10:31 - B1. "Get Lucky" (bản album) (hợp tác với Pharrell Williams) – 6:08 - B2. "Get Lucky" (radio chỉnh sửa) (hợp tác với Pharrell Williams) – 4:07 |

## Thành phần thực hiện
Thành phần thực hiện được trích từ ghi chú của Random Access Memories.
Thu âm
- Thu âm tại Gang Recording Studio ở Paris, Pháp; Henson Recording Studios và Conway Recording Studios ở Hollywood, California; Electric Lady Studios ở Thành phố New York, New York.
- Phối khí tại Gateway Mastering Studios ở Portland, Maine và Translab Mastering Studios ở Paris.

Thành phần
- Daft Punk – sản xuất, giọng hát, đàn synthesizer
- Pharrell Williams – giọng hát
- Nile Rodgers – guitar
- Paul Jackson, Jr. – guitar
- Chris Caswell – đàn phím
- Nathan East – bass
- Omar Hakim – trống
- Mick Guzauski - thu âm, phối khí
- Florian Lagatta - thu âm
- Peter Franco - thu âm
- Bob Ludwig - master
- Chab - master

## Xếp hạng
| Bảng xếp hạng (2013-14)                       | Vị trí cao nhất |
| --------------------------------------------- | --------------- |
| Úc (ARIA)                                     | 1               |
| Áo (Ö3 Austria Top 40)                        | 1               |
| Bỉ (Ultratop 50 Flanders)                     | 1               |
| Bỉ (Ultratop 50 Wallonia)                     | 1               |
| Brazil (Billboard Brasil Hot 100)             | 1               |
| Brazil Hot Pop Songs                          | 1               |
| Canada (Canadian Hot 100)                     | 2               |
| Colombia (National-Report)                    | 1               |
| Cộng hòa Séc (Rádio Top 100)                  | 3               |
| Đan Mạch (Tracklisten)                        | 1               |
| Châu Âu Digital Song Sales (Billboard)        | 1               |
| Phần Lan (Suomen virallinen lista)            | 2               |
| Pháp (SNEP)                                   | 1               |
| Đức (Official German Charts)                  | 1               |
| Hy Lạp Nhạc số (Billboard)                    | 1               |
| Hungary (Rádiós Top 40)                       | 1               |
| Hungary (Single Top 40)                       | 1               |
| Hungary (Dance Top 40)                        | 1               |
| Ireland (IRMA)                                | 1               |
| Israel (Media Forest)                         | 1               |
| Ý (FIMI)                                      | 1               |
| Nhật Bản (Japan Hot 100)                      | 6               |
| Luxembourg Digital Song Sales (Billboard)     | 1               |
| Mexico (Monitor Latino)                       | 1               |
| Mexico Ingles Phát thanh (Billboard)          | 1               |
| Hà Lan (Dutch Top 40)                         | 2               |
| Hà Lan (Single Top 100)                       | 1               |
| New Zealand (Recorded Music NZ)               | 2               |
| Na Uy (VG-lista)                              | 2               |
| Ba Lan (Polish Airplay Top 100)               | 2               |
| Bồ Đào Nha Nhạc số (Billboard)                | 1               |
| Nga Phát thanh (Tophit)                       | 1               |
| Scotland (OCC)                                | 1               |
| Slovakia (Rádio Top 100)                      | 1               |
| Slovakia (Singles Digitál Top 100)            | 1               |
| Slovenia (SloTop50)                           | 1               |
| Nam Phi (EMA)                                 | 1               |
| Hàn Quốc (Gaon International Singles)         | 3               |
| Tây Ban Nha (PROMUSICAE)                      | 1               |
| Thụy Điển (Sverigetopplistan)                 | 2               |
| Thụy Sĩ (Schweizer Hitparade)                 | 1               |
| Anh Quốc (OCC)                                | 1               |
| Anh Quốc Dance (OCC)                          | 1               |
| Hoa Kỳ Billboard Hot 100                      | 2               |
| Hoa Kỳ Adult Alternative Songs (Billboard)    | 29              |
| Hoa Kỳ Adult Contemporary (Billboard)         | 18              |
| Hoa Kỳ Adult Pop Airplay (Billboard)          | 8               |
| Hoa Kỳ Alternative Songs (Billboard)          | 5               |
| Hoa Kỳ Dance Club Songs (Billboard)           | 1               |
| Hoa Kỳ Dance/Mix Show Airplay (Billboard)     | 1               |
| Hoa Kỳ Hot Dance/Electronic Songs (Billboard) | 1               |
| Hoa Kỳ Latin Pop Songs (Billboard)            | 6               |
| Hoa Kỳ Pop Airplay (Billboard)                | 2               |
| Hoa Kỳ Rhythmic (Billboard)                   | 2               |
| Venezuela Pop Rock General (Record Report)    | 1               |

| Bảng xếp hạng (2013)                      | Vị trí |
| ----------------------------------------- | ------ |
| Australia (ARIA)                          | 7      |
| Australia Dance (ARIA)                    | 2      |
| Austria (Ö3 Austria Top 40)               | 13     |
| Belgium (Ultratop 50 Flanders)            | 2      |
| Belgium (Ultratop 50 Wallonia)            | 3      |
| Canada (Canadian Hot 100)                 | 6      |
| Denmark (Tracklisten)                     | 4      |
| Finland (Suomen virallinen lista)         | 2      |
| France (SNEP)                             | 1      |
| Germany (Official German Charts)          | 4      |
| Hungary (Rádiós Top 40)                   | 6      |
| Hungary (Dance Top 40)                    | 4      |
| Ireland (IRMA)                            | 4      |
| Israel (Media Forest)                     | 1      |
| Italy (FIMI)                              | 1      |
| Japan (Japan Hot 100)                     | 12     |
| Netherlands (Dutch Top 40)                | 5      |
| Netherlands (Single Top 100)              | 3      |
| New Zealand (Recorded Music NZ)           | 9      |
| Slovenia (SloTop50)                       | 2      |
| South Korea (Gaon International Singles)  | 62     |
| South Korea (Gaon International Singles)  | 93     |
| Spain (PROMUSICAE)                        | 2      |
| Sweden (Sverigetopplistan)                | 14     |
| Switzerland (Schweizer Hitparade)         | 3      |
| UK Singles (Official Charts Company)      | 2      |
| US Billboard Hot 100                      | 14     |
| US Adult Top 40 (Billboard)               | 36     |
| US Alternative Songs (Billboard)          | 26     |
| US Dance Club Songs (Billboard)           | 4      |
| US Dance/Mix Show Airplay (Billboard)     | 7      |
| US Hot Dance/Electronic Songs (Billboard) | 2      |
| US Latin Pop Songs (Billboard)            | 36     |
| US Pop Songs (Billboard)                  | 18     |
| US Rhythmic (Billboard)                   | 6      |
| Worldwide (IFPI)                          | 6      |
| Bảng xếp hạng (2014)                      | Vị trí |
| Australia Dance (ARIA)                    | 40     |
| Belgium (Ultratop 50 Flanders)            | 99     |
| Belgium (Ultratop 50 Wallonia)            | 43     |
| France (SNEP)                             | 28     |
| Hungary (Single Top 10)                   | 78     |
| Hungary (Dance Top 40)                    | 20     |
| Israel (Media Forest)                     | 10     |
| Italy (FIMI)                              | 79     |
| Netherlands (Single Top 100)              | 93     |
| Slovenia (SloTop50)                       | 22     |
| South Korea (Gaon International Singles)  | 38     |
| US Hot Dance/Electronic Songs (Billboard) | 13     |
| Bảng xếp hạng (2015)                      | Vị trí |
| South Korea (Gaon International Singles)  | 59     |
| Bảng xếp hạng (2016)                      | Vị trí |
| South Korea (Gaon International Singles)  | 99     |

| Bảng xếp hạng                        | Vị trí |
| ------------------------------------ | ------ |
| UK Singles (Official Charts Company) | 38     |

## Chứng nhận
| Quốc gia | Chứng nhận  | Số đơn vị/doanh số chứng nhận |
| --- | ----------- | ----------------------------- |
| Úc (ARIA) | 6× Bạch kim | 420.000^                      |
| Áo (IFPI Áo) | Bạch kim    | 30.000*                       |
| Bỉ (BEA) | 2× Bạch kim | 60.000*                       |
| Canada (Music Canada) | 5× Bạch kim | 50.000^                       |
| Đan Mạch (IFPI Đan Mạch) | Bạch kim    | 30.000^                       |
| Phần Lan (Musiikkituottajat) | Vàng        | 53,429                        |
| Pháp (SNEP) | Kim cương   | 250.000*                      |
| Đức (BVMI) | 2× Bạch kim | 1.000.000^                    |
| Ý (FIMI) | 5× Bạch kim | 150.000‡                      |
| México (AMPROFON) | Kim cương   | 300.000*                      |
| New Zealand (RMNZ) | 2× Bạch kim | 30.000*                       |
| Na Uy (IFPI) | 2× Bạch kim | 20.000*                       |
| Hàn Quốc (Gaon Chart) | None        | 705,341                       |
| Tây Ban Nha (PROMUSICAE) | Vàng        | 20.000*                       |
| Thụy Điển (GLF) | 2× Bạch kim | 40.000‡                       |
| Thụy Sĩ (IFPI) | 3× Bạch kim | 90.000^                       |
| Anh Quốc (BPI) | 3× Bạch kim | 1.800.000‡                    |
| Hoa Kỳ (RIAA) | 4× Bạch kim | 4.000.000‡                    |
| Venezuela (APFV) | 3× Bạch kim | 30.000^                       |
| Streaming |             |                               |
| Đan Mạch (IFPI Đan Mạch) | 4× Bạch kim | 10.400.000^                   |
| Tây Ban Nha (PROMUSICAE) | Bạch kim    | 10.000.000*                   |
| * Chứng nhận dựa theo doanh số tiêu thụ. ^ Chứng nhận dựa theo doanh số nhập hàng. ‡ Chứng nhận dựa theo doanh số tiêu thụ và phát trực tuyến. |             |                               |

## Lịch sử phát hành
| Khu vực        | Ngày                | Định dạng              | Hãng đĩa |
| -------------- | ------------------- | ---------------------- | -------- |
| Úc             | 18 tháng 4 năm 2013 | Tải kĩ thuật số        | Columbia |
| Nhật Bản       | 18 tháng 4 năm 2013 | Tải kĩ thuật số        | Columbia |
| New Zealand    | 18 tháng 4 năm 2013 | Tải kĩ thuật số        | Columbia |
| Nga            | 18 tháng 4 năm 2013 | Tải kĩ thuật số        | Columbia |
| Vương quốc Anh | 18 tháng 4 năm 2013 | Tải kĩ thuật số        | Columbia |
| Hoa Kỳ         | 18 tháng 4 năm 2013 | Tải kĩ thuật số        | Columbia |
| Hoa Kỳ         | 21 tháng 5 năm 2013 | Contemporary hit radio | Columbia |
| Đức            | 28 tháng 6 năm 2013 | CD                     | Columbia |
| Vương quốc Anh | 16 tháng 7 năm 2013 | 12"                    | Columbia |
| Hoa Kỳ         | 16 tháng 7 năm 2013 | 12"                    | Columbia |